# Токсаскароз
Токсаскароз (toxascarosis) — гельминтоз из группы нематодозов, характеризующийся диспентическими расстройствами и аллергическими проявлениями.

## Этиология
Возбудитель — нематода Toxascaris leonina. Длина самца 40-60 мм, самки — 55-120 мм.
Гельминт паразитирует у собак и других плотоядных животных, а также у человека.
Заражение человека происходит при употреблении в пищи и воды, загрязнённых фекалиями животных, содержащих яйца паразита.

## Патогенез
Из проглоченных человеком яиц выходят личинки, которые после миграции в течение нескольких дней в кишечной стенке возвращаются в просвет кишечника, где превращаются в имаго; личинки из кишечника могут гематогенно мигрировать во внутренние органы и ткани и там инкапсулироваться.
У человека различают токсаскароз, вызываемый мигрирующими личинками, и токсаскароз, вызванный половозрелыми гельминтами.
Токсаскароз, вызванный личинками, характеризуется появлением эозинофильных инфильтратов в лёгких, гранулёмами в различных органах и тканях, эозинофилией, лейкоцитозом. Диагноз устанавливается по данным серологических реакций непрямой гемаглютинации. Лечение проводят тиабендазолом по 25 мг/кг в сутки циклами по 3—7 дней.
Клиническая картина токсаскароза, вызванного половозрелыми формами, проявляется тошнотой, рвотой, болями в животе, эозинофилией. Имеются единичные наблюдения, когда паразитов находили в абсцессах подкожной клетчатки. Диагноз подтверждается обнаружением яиц возбудителя в фекалиях больного. Для лечения используют пиперазина адипинат, как при аскаридозе.
Прогноз обычно благоприятный.